# Kyivreservoiret
Kyivreservoiret (ukrainsk: Київське водосховище, tr. Kyіvske vodoskhovysjtje) er et vandreservoir på Dnepr, opkaldt efter byen Kyiv i Ukraine, som er beliggende i Tjernihiv og Kyiv oblast. Reservoiret blev skabt i 1966 ved opførelsen af Dnepr vandkraftværket.
Reservoiret har et areal på 925 km², er 110 km langt, har en bredde på maksimalt 12 km , og har en gennemsnitlig dybde på 4,1 meter. Den samlede vandmængde er 3,7 km³.
Byggeriet af dæmningen har bidraget til væsentlige miljøproblemer, blandt andet formindsket strømningshastighed, der har reduceret vandets iltning og har haft en negativ indflydelse på antallet af arter i reservoiret. Efter Tjernobylulykken i 1986 er mudderet i bunden af reservoiret stærkt radioaktivt forurenet. I årene efter katastrofen blev der fremsat forslag om at dræne reservoiret for at opmudre det. Imidlertid ville vind kunne rejse skyer af radioaktivt støv, der kunne forurene det øvrige Europa.
Vandkraftværket ved Vysjhorod har en installeret effekt på 419 MW og producerer 0,683 TWh per år. Reservoiret benyttes i øvrigt til besejling, fiskeri og rekreative formål.

## Billeder
- Kyiv vandkraftværk 2013